# Langsnuitzwelghaai
De langsnuitzwelghaai (Centrophorus harrissoni) is een vis uit de familie van de zwelghaaien en snavelhaaien (Centrophoridae) en behoort derhalve tot de orde van doornhaaiachtigen (Squaliformes). De vis kan een lengte bereiken van 110 centimeter.

## Leefomgeving
De langsnuitzwelghaai is een zoutwatervis. De vis prefereert diep water en leeft hoofdzakelijk in de Grote Oceaan ten oosten van Australië op dieptes tussen 250 en 790 meter.

## Relatie tot de mens
De langsnuitzwelghaai is voor de visserij van geen belang. In de hengelsport wordt er weinig op de vis gejaagd.